# Кюршнер, Изидор
Изидор Кюршнер (венг. Kürschner Izidor; 23 марта 1885, Будапешт — 13 октября или 8 декабря 1941, Рио-де-Жанейро), в Бразилии был известен под именем Дори Крушнер (порт.-браз. Dori Kruschner) — венгерский футболист и тренер еврейского происхождения. 

## Карьера
Изидор Кюршнер начал карьеру в 1904 году в клубе МТК. Он играл в клубе на месте левого защитника и полузащитника, проведя 106 матчей и забив 3 гола. Он выиграл с клубом два чемпионата Венгрии и три кубка страны. Также игрок выступал за сборную Венгрии, где дебютировал 6 октября 1907 года в матче с Австрией, в котором его команда проиграла 3:5. Всего за национальную команду Кюршнер провёл 5 встреч.
В 1918 году он начал тренерскую карьеру, возглавив МТК. На следующий год Кюршнер уехал в Германию, возглавив «Штутгартер Кикерс», где проработал два сезона. В первом из них победив в чемпионате Вюртемберга. В 1921 году Изидор стал главным тренером «Нюрнберга» и смог привести клубу к выигрышу чемпионата Германии. По окончании сезона Кюршнер стал главным тренером «Баварии». После вылета мюнхенцев из стадии плей-офф южно-немецкого чемпионата, Изидора вновь нанял «Нюрнберг», с которым он провёл оставшуюся часть сезона. Изидор вывел клуб в финал первенства, но там команда сыграла дважды вничью с «Гамбургом». Второй матч был остановлен из-за того, что у «Нюрнберга» осталось на поле 7 игроков, а чемпионом был признан «Гамбург». Но «Гамбург» самостоятельно отказался от титула, недовольный таким «нечестным» завершением игры. В следующем сезоне венгр возглавлял клуб «Айнтрахт», с которым выиграл региональный чемпионат.
В 1923 году Кюршнер уехал в Швейцарию, где возглавил «Нордштерн», став первым штатным тренером в истории команды. Тогда же он стал частью триумвирата главных тренеров сборной Швейцарии вместе с Джимми Хоганом и Тедди Даквортом. Эти тренеры должны были подготовить и возглавлять команду на Олимпиаде в Париже. На самой Олимпиаде швейцарцы дошли до финала, где проиграли Уругваю 0:3. Затем Изидор вернулся в Германию, где проработал с клубом «Шварц-Вайс». В 1925 году Кюршнер стал главным тренером «Грассхоппера». Он выиграл с командой три чемпионата и четыре Кубка Швейцарии, став, на тот момент, самым успешным тренером в истории команды. Потом он недолго возглавлял «Янг Бойз».
В 1931 году Кюршнер помог сохранить клуб «Аустрия», который находился на грани банкротства. Венгерский эмигрант Бекски попросил помощи у Кюршнера,, имевшим отличные отношения с президентом «Грассхоппера», владельцем фабрики Эшером. Венгерский тренер убедил промышленника предоставить большой беспроцентный заём «Аустрии», который помог клубу сохранить своё существование. Сама «Аустрия» смогла быстро, за два года, погасить этот долг.
В марте 1937 года Кюршнер приехал в Бразилию, где месяцем позже стал главным тренером «Фламенго». В этой команде он модернизировал чепменовскую систему игры 2-3-5 на 3-2-2-3, которая была успешно использована главным тренером сборной Бразилии Адемаром Пиментой на чемпионате мира, где бразильцы стали бронзовыми призёрами. Этот период в работе Изидора был характерен критикой со стороны помощника главного тренера Флавио Косты и ряда игроков, которые не хотели видеть европейца своим наставником. Сам тренер был уволен после поражения клуба от «Васко да Гамы» 4 сентября 1938 года. В 1939 году Изидор возглавил «Ботафого», которым руководил один сезон. Тогда же он заболел некой вирусной инфекцией, вследствие которой скончался в 1941 году. Похоронен на кладбище Святого Иоанна Крестителя в Рио-де-Жанейро.
Уже после смерти Кюршнера Коста, который открыто критиковал Изидора, модернизировал схему венгра, назвал её «WM» и успешно использовал многие годы. Более того, Коста после одного из товарищеского матча, в котором его команда обыграла один из венгерских клубов со счётом 5:0, сказал: «Преимущество наших знаний связано с нашим бывшим тренером, вашим Дори Кюршнером».

## Международная статистика
| Матчи Изидора Кюршнера за сборную Венгрии | Матчи Изидора Кюршнера за сборную Венгрии | Матчи Изидора Кюршнера за сборную Венгрии | Матчи Изидора Кюршнера за сборную Венгрии | Матчи Изидора Кюршнера за сборную Венгрии | Матчи Изидора Кюршнера за сборную Венгрии | Матчи Изидора Кюршнера за сборную Венгрии |
| ----------------------------------------- | ----------------------------------------- | ----------------------------------------- | ----------------------------------------- | ----------------------------------------- | ----------------------------------------- | ----------------------------------------- |
| №                                         | Дата                                      | Место проведения                          | Оппонент                                  | Счёт                                      | Голы                                      | Турнир                                    |
| 1                                         | 6 октября 1907                            | Прага                                     | Чехия                                     | 3:5                                       | —                                         | Товарищеский матч                         |
| 2                                         | 3 ноября 1907                             | Будапешт                                  | Австрия                                   | 4:1                                       | —                                         | Товарищеский матч                         |
| 3                                         | 1 января 1911                             | Париж                                     | Франция                                   | 3:0                                       | —                                         | Товарищеский матч                         |
| 4                                         | 8 января 1911                             | Цюрих                                     | Швейцария                                 | 0:2                                       | —                                         | Товарищеский матч                         |
| 5                                         | 7 мая 1911                                | Вена                                      | Австрия                                   | 1:3                                       | —                                         | Товарищеский матч                         |

## Достижения

### Как игрок
- Чемпион Венгрии: 1904, 1908
- Обладатель Кубка Венгрии: 1910, 1911, 1912

### Как тренер
- Чемпион Германии: 1921
- Чемпион Швейцарии: 1926/1927, 1927/1928, 1930/1931
- Обладатель Кубка Швейцарии: 1926, 1927, 1932, 1934